# Kirchlöh
Kirchlöh ist eine Hofschaft in Halver im Märkischen Kreis im Regierungsbezirk Arnsberg in Nordrhein-Westfalen (Deutschland).

## Lage und Beschreibung
Kirchlöh liegt nordwestlich des Halveraner Hauptortes nördlich der Bundesstraße 229, von der eine Nebenstraße über Schmalenbach zu dem Ort führt. Die weiteren Nachbarorte sind Eversberge, Löhbach und Oege. Im Ort entspringt ein Zufluss des Schmalenbachs, ein Nebenfluss der Ennepe. Nördlich steigt das Gelände zu einer 406 Meter hohen Erhebung östlich von Eversberge an.

## Geschichte
Kirchlöh wurde erstmals 1480 urkundlich erwähnt, die Entstehungszeit der Siedlung wird aber für den Zeitraum zwischen 1050 und 1200 infolge der Rodungsphase nach der hochmittelalterlichen Territorialbildung vermutet. Kirchlöh war ein Abspliss der Hofschaft Schmalenbach.
Im Jahre 1818 lebten fünf Einwohner im Ort. Laut der Ortschafts- und Entfernungs-Tabelle des Regierungs-Bezirks Arnsberg wurde Kirchlöh als Hof kategorisiert und besaß 1838 eine Einwohnerzahl von 16, allesamt evangelischen Glaubens. Der Ort gehörte zur Eickhöfener Bauerschaft innerhalb der Bürgermeisterei Halver und besaß drei Wohnhäuser.
Das Gemeindelexikon für die Provinz Westfalen von 1887 gibt eine Zahl von 27 Einwohnern an, die in zwei Wohnhäusern lebten.